# 長谷川憲人
長谷川 憲人（はせがわ けんと、1976年1月22日 -）は、日本の作曲家。主にゲーム・映画・舞台音楽を手がける。兵庫県出身。

## 経歴
兵庫県立加古川西高等学校、関西学院大学を卒業後、大阪スクールオブミュージック専門学校を経て2003年にカプコンに入社。2020年より"sound18"を立ち上げ、フリーランスの音楽作家として活動中。

## 作品

### ゲーム
- バイオハザード アウトブレイク(2003)
- バイオハザード アウトブレイク FILE2(2004)
- パチスロ必勝法 鬼武者3(2005)
- デビルメイクライ3(2005)
- デビルメイクライ3 Special Edition(2006)
- イレギュラーハンターX(2005)
- ブラックキャット 黒猫の協奏曲(2007)
- デビルメイクライ4(2008)
- 赤い糸 DS(2008)
- 赤い糸 destiny DS(2009)
- エルシャダイ(2011)
- 化物語ポータブル(2012)
- CONCEPTION 俺の子供を産んでくれ!(2012)(作詞・編曲)
- マジンボーン(2014)
- PROJECT X ZONE 2：BRAVE NEW WORLD(2015)
- サクッと! 探検隊(2016)
- Hey! ピクミン(2017)
- ソードアート・オンライン フェイタル・バレット(2018)
- 僕のヒーローアカデミア One's Justice(2018)
- 僕のヒーローアカデミア One's Justice2(2020)
- バイオハザード Re:3(2020)
- 帰ってきた 魔界村(2021)
- ファイナルファンタジー ピクセルリマスター(2021)
- 機動戦士ガンダム バトルオペレーション Code Fairy(2021)
- スターノート(2024)
- ソードアート・オンライン フラクチュアード デイドリーム(2024)

### 映画
- プライスタグ(2007)
- 映画 この素晴らしい世界に祝福を!紅伝説(2019)(制作サポート)

TVアニメ
- 純潔のマリア(2015)(sound director)
- この素晴らしい世界に祝福を！(2016)(sound coordinator)

### CM
- 高浜町観光協会
- ほっかほっか亭
- 和歌山マリーナシティ

### 音楽CD
- ロックマンX サウンドBOX
- デビル メイ クライ デンジャラス･ヒッツ
- デビルメイクライ HR/HM アレンジ
- ナノ/Now or Never(作詞)
- 小椋誠也『四つ葉のクローバー』(「おはよう和歌山」オープニングソング)
- 小椋誠也『Blue Ocean』(「おはよう和歌山」オープニングソング)
- GIDEON‐ギデオン‐ The man whom God disliked

### 野球
- 紀州レンジャーズ球団歌(編曲)

### パチスロ
- 鬼武者3

### 作詞
- 『Destiny 〜12回目の奇跡〜』 ナノ (CONCEPTION)主題歌
- 『birth ～悠久の巡り星～』(CONCEPTION)エンディングテーマ

### メディア出演
- 『トラ・コネ』
- 『プロフェッショナル』(産経新聞)
- 『あなたの夢は何ですか？』(TBS)
- 『音楽爆弾』(TVO)